# ستيفن كرويسفيك
ستيفن كرويسفيك (بالهولندية: Steven Kruijswijk)‏ (و. 1987  م) هو راكب دراجة هوائية هولندي، شارك في طواف إسبانيا، وشارك في طواف إيطاليا 2014، وشارك في ركوب الدراجات في الألعاب الأولمبية الصيفية 2016، وشارك في طواف فرنسا 2018، وشارك في سباق طواف فرنسا 2012، وشارك في طواف فرنسا، وشارك في سباق طواف فرنسا 2014، وشارك في طواف فرنسا 2019، مركز لعبه هو متخصص التسلق ‏.

## سباقات أو مراحل فاز بها
| التاريخ       | السباق                            | المركز                                                |
| ------------- | --------------------------------- | ----------------------------------------------------- |
| 28 يونيو 2006 | 2006 Grote Prijs Gerrie Knetemann | الثاني في التصنيف العام                               |
| 12 أغسطس 2009 | طواف أين 2009                     | الخامس في تصنيف أفضل شاب                              |
| 30 مايو 2010  | طواف إيطاليا 2010                 | المرتبة 18 في التصنيف العام، الرابع في تصنيف أفضل شاب |
| 29 مايو 2011  | طواف إيطاليا 2011                 | الثاني في تصنيف أفضل شاب، الثامن في التصنيف العام     |
| 19 يونيو 2011 | طواف سويسرا 2011                  | الثالث في التصنيف العام، الخامس في تصنيف الجبال       |
| 14 مارس 2012  | تيرينو ادرياتيكو 2012             | الرابع في تصنيف أفضل شاب                              |
| 17 يونيو 2012 | طواف سويسرا 2012                  | الثامن في التصنيف العام                               |
| 22 يوليو 2012 | سباق طواف فرنسا 2012              | الثالث في تصنيف أفضل شاب                              |
| 13 أغسطس 2013 | طواف أين 2013                     | الثاني في تصنيف الجبال                                |
| 27 يوليو 2014 | سباق طواف فرنسا 2014              | المرتبة 15 في التصنيف العام                           |
| 17 أغسطس 2014 | سباق النرويج 2014                 | الفائز في التصنيف العام                               |

## روابط خارجية
- ستيفن كرويسفيك على موقع الاتحاد الدولي للدراجات (الإنجليزية)
- ستيفن كرويسفيك على موقع أرشيف الدراجات (الإنجليزية)
- ستيفن كرويسفيك على موقع إحصائيات الدراجات الإحترافية (الإنجليزية)
- ستيفن كرويسفيك على موقع نسبة الدراجات (الإنجليزية)
- ستيفن كرويسفيك على موقع CycleBase (الإنجليزية)
- ستيفن كرويسفيك على موقع اللجنة الأولمبية الدولية (الإنجليزية)
- ستيفن كرويسفيك على موقع أوليمبيديا (الإنجليزية)
- ستيفن كرويسفيك على موقع تيم أن.أل (الهولندية)